# Математическая библиотечка
«Математическая библиотечка» — серия из 8 книг издаваемая с 1962 по 1974 год.
Книги рассчитаны на любителей математики, не имеющих специального математического образования.

## Книги
1. Я. С. Дубнов. Измерение отрезков. — 1962. — (Математическая библиотечка).
2. Л. Генкин. О математической индукции. — 1962. — (Математическая библиотечка).
3. М. М. Постников. Магические квадраты. — 1964. — (Математическая библиотечка).
4. В. Г. Болтянский, И. Ц. Гохберг. Теоремы и задачи комбинаторной геометрии. — 1965. — (Математическая библиотечка).
5. Г. Хадвигер, Г. Дебрунер. Комбинаторная геометрия плоскости. — 1965. — (Математическая библиотечка).
6. И. М. Яглом. Как разрезать квадрат. — 1968. — (Математическая библиотечка).
7. Б. Грюнбаум. Этюды по комбинаторной геометрии и теории выпуклых тел. — 1971. — (Математическая библиотечка).
8. А. И. Маркушевич. Замечательные синусы. — 1974. — (Математическая библиотечка).